# Élections municipales de 2021 dans Les Appalaches
Pour un article plus général, voir Élections municipales de 2021 en Chaudière-Appalaches.
Cet article concerne les élections municipales de 2021 en Chaudière-Appalaches dans la municipalité régionale de comté des Appalaches.

## Les Appalaches

### Adstock
Résultats
|             | Élection (2017)                                                                                    | Dissolution (2021)                                                                           | Élection (2021)                                                                    |
| Maire       | Pascal Binet                                                                                       | Pascal Binet                                                                                 | Pascal Binet                                                                       |
| Conseillers | Sylvain Jacques Michel Rhéaume Nelson Turgeon Martine Poulin Nicole Champagne-Binet Pierre Quirion | Sylvain Jacques Michel Rhéaume Nelson Turgeon Jean Roy Nicole Champagne-Binet Pierre Quirion | Sylvain Jacques Michel Rhéaume Marie-Claude Létourneau-Larose Jean Roy Luce Bouley |

| Candidats pour la mairie | Vote            | %               |
| ------------------------ | --------------- | --------------- |
| Pascal Binet (Sortant)   | Sans opposition | Sans opposition |

| Candidats district #1     | Vote            | %               |
| ------------------------- | --------------- | --------------- |
| Sylvain Jacques (Sortant) | Sans opposition | Sans opposition |

| Candidats district #2    | Vote            | %               |
| ------------------------ | --------------- | --------------- |
| Michel Rhéaume (Sortant) | Sans opposition | Sans opposition |

| Candidats district #3          | Vote            | %               |
| ------------------------------ | --------------- | --------------- |
| Marie-Claude Létourneau-Larose | Sans opposition | Sans opposition |

| Candidats district #4 | Vote            | %               |
| --------------------- | --------------- | --------------- |
| Jean Roy              | Sans opposition | Sans opposition |

| Candidats district #5             | Vote | %     |
| --------------------------------- | ---- | ----- |
| Hélène St-Cyr                     | 106  | 59,89 |
| Nicole Champagne Binet (Sortante) | 71   | 40,11 |

| Candidats district #6 | Vote            | %               |
| --------------------- | --------------- | --------------- |
| Luce Bouley           | Sans opposition | Sans opposition |

### Beaulac-Garthby
Résultats
|             | Élection (2017)                                                                                    | Dissolution (2021)                                                                     | Élection (2021)                                                                            |
| Maire       | Isabelle Gosselin                                                                                  | Isabelle Gosselin                                                                      | Jean-Sébastien Bergeron                                                                    |
| Conseillers | Germaine Martin Dion René Thibodeau Jean-Guy Levasseur Bruno Martin Lynda Marceau Marc Baillargeon | Jean-Sébastien Bergeron Vacant Jean-Guy Levasseur Bruno Martin Vacant Marc Baillargeon | Sylvie Beaudoin Jean-Guy Levasseur Lise Bernier Christina Pinard France Jutras Manon Jolin |

| Candidats pour la mairie                           | Vote            | %               |
| -------------------------------------------------- | --------------- | --------------- |
| Jean-Sébastien Bergeron (Sortant d'un autre poste) | Sans opposition | Sans opposition |

| Candidats conseiller #1 | Vote            | %               |
| ----------------------- | --------------- | --------------- |
| Sylvie Beaudoin         | Sans opposition | Sans opposition |

| Candidats conseiller #2      | Vote | %     |
| ---------------------------- | ---- | ----- |
| Jean-Guy Levasseur (Sortant) | 258  | 75,88 |
| Jean Binette                 | 82   | 24,12 |

| Candidats conseiller #3 | Vote            | %               |
| ----------------------- | --------------- | --------------- |
| Lise Bernier            | Sans opposition | Sans opposition |

| Candidats conseiller #4 | Vote            | %               |
| ----------------------- | --------------- | --------------- |
| Christina Pinard        | Sans opposition | Sans opposition |

| Candidats conseiller #5 | Vote            | %               |
| ----------------------- | --------------- | --------------- |
| France Jutras           | Sans opposition | Sans opposition |

| Candidats conseiller #6 | Vote            | %               |
| ----------------------- | --------------- | --------------- |
| Manon Jolin             | Sans opposition | Sans opposition |

- Départ de Sylvie Beaudoin, conseillère #1, avant le 17 janvier 2022.

- Démission de Jean-Sébastien Bergeron, maire, le 14 avril 2022 en raison de dissension au sein du conseil municipal[1]. Christina Pinard, conseillère #4, exerce la fonction de mairesse suppléante pendant l'intérim[1].

- Démission de Gilles Drolet, conseiller #1 avant le 6 juin 2022 afin de se présenter lors de l'élection partielle à la mairie[2].

- Élection de Gilles Drolet au poste de maire et de Johane Patenaude au poste de conseillère #1 le 24 juillet 2022[3].

| Candidats pour la mairie                 | Vote | %     |
| ---------------------------------------- | ---- | ----- |
| Gilles Drolet (Sortant d'un autre poste) | 203  | 82,86 |
| Yvan Gauthier                            | 42   | 17,14 |
| Bulletins rejetés                        | 6    |       |

| Candidats conseiller #2 | Vote | %     |
| ----------------------- | ---- | ----- |
| Johane Patenaude        | 91   | 34,60 |
| Josée St-Onge           | 89   | 35,60 |
| Annabelle Lahaie        | 70   | 28,00 |
| Bulletins rejetés       | 3    |       |

### Disraeli (paroisse)
Résultats
|             | Élection (2017)                                                                            | Dissolution (2021)                                                                          | Élection (2021)                                                                                 |
| Maire       | Jacynthe Patry                                                                             | Jacynthe Patry                                                                              | Jacynthe Patry                                                                                  |
| Conseillers | Nancy Lefebvre Roberto Ardito Daniel Béliveau Richard Lapalme François Fortier Roger Houde | Nancy Lefebvre Caroline Jacques Daniel Béliveau Gérard Fecteau François Fortier Roger Houde | Nancy Lefebvre Alain Perreault Daniel Béliveau Gérard Fecteau François Fortier Michel Bourgault |

| Candidats pour la mairie  | Vote            | %               |
| ------------------------- | --------------- | --------------- |
| Jacynthe Patry (Sortante) | Sans opposition | Sans opposition |

| Candidats conseiller #1  | Vote            | %               |
| ------------------------ | --------------- | --------------- |
| Nancy Lefebvre (Sortant) | Sans opposition | Sans opposition |

| Candidats conseiller #2 | Vote            | %               |
| ----------------------- | --------------- | --------------- |
| Alain Perreault         | Sans opposition | Sans opposition |

| Candidats conseiller #3   | Vote            | %               |
| ------------------------- | --------------- | --------------- |
| Daniel Béliveau (Sortant) | Sans opposition | Sans opposition |

| Candidats conseiller #4  | Vote            | %               |
| ------------------------ | --------------- | --------------- |
| Gérard Fecteau (Sortant) | Sans opposition | Sans opposition |

| Candidats conseiller #5    | Vote            | %               |
| -------------------------- | --------------- | --------------- |
| François Fortier (Sortant) | Sans opposition | Sans opposition |

| Candidats conseiller #6 | Vote            | %               |
| ----------------------- | --------------- | --------------- |
| Michel Bourgault        | Sans opposition | Sans opposition |

- Démission de Gérard Fecteau, conseiller #4, avant le 6 juillet 2022[4].

- Entrée en fonction de Samuel Fortier au poste de conseiller #4 avant le 7 septembre 2022[5].

| Candidats conseiller #4 | Vote | %   |
| ----------------------- | ---- | --- |
| Samuel Fortier          | n/d  | n/d |

### Disraeli (ville)
Résultats
|             | Élection (2017)                                                                       | Dissolution (2021)                                                          | Élection (2021)                                                                              |
| Maire       | Jacques Lessard                                                                       | Jacques Lessard                                                             | Charles Audet                                                                                |
| Conseillers | Juliette Jalbert Germain Martin Alain Daigle Alain Brochu Charles Audet Rock Rousseau | Vacant Germain Martin Alain Daigle Alain Brochu Charles Audet Rock Rousseau | Daniel Roy Germain Martin Alain Daigle Martial Matteau Claude Jolicoeur Jean-François Marois |

| Taux de participation :                | Taux de participation :                | Taux de participation :                | Taux de participation :                | Taux de participation :                | 59,4 % |
| Nombre de votes valides :              | Nombre de votes valides :              | Nombre de votes valides :              | Nombre de votes valides :              | Nombre de votes valides :              | 1 175  |
| Nombre de votes rejetées à la mairie : | Nombre de votes rejetées à la mairie : | Nombre de votes rejetées à la mairie : | Nombre de votes rejetées à la mairie : | Nombre de votes rejetées à la mairie : | 10     |
| Nombre d'électeurs inscrits :          | Nombre d'électeurs inscrits :          | Nombre d'électeurs inscrits :          | Nombre d'électeurs inscrits :          | Nombre d'électeurs inscrits :          | 1 995  |

| Partis | Partis                | Candidats pour la mairie                 | Vote | %     |
| ------ | --------------------- | ---------------------------------------- | ---- | ----- |
|        | Équipe Charles Audet  | Charles Audet (Sortant d'un autre poste) | 489  | 41,62 |
|        | Équipe Francyne Gagné | Francyne Gagné                           | 366  | 31,51 |
|        | Indépendant           | Jean-Yves Landry                         | 320  | 27,23 |

| Partis | Partis                | Candidats district 1 - Gervais | Vote | %     |
| ------ | --------------------- | ------------------------------ | ---- | ----- |
|        | Équipe Charles Audet  | Daniel Roy                     | 159  | 55,59 |
|        | Équipe Francyne Gagné | Lison Jean                     | 127  | 44,41 |

| Partis | Partis                | Candidats district 2 - Morin | Vote | %     |
| ------ | --------------------- | ---------------------------- | ---- | ----- |
|        | Équipe Charles Audet  | Germain Martin (Sortant)     | 79   | 41,80 |
|        | Équipe Francyne Gagné | Johanne Patry                | 59   | 31,22 |
|        | Indépendant           | Rock Audit                   | 51   | 26,98 |

| Partis | Partis                | Candidats district 3 - Laurier | Vote | %     |
| ------ | --------------------- | ------------------------------ | ---- | ----- |
|        | Équipe Charles Audet  | Alain Daigle (Sortant)         | 72   | 56,25 |
|        | Équipe Francyne Gagné | Jocelyne Goudreau              | 40   | 31,25 |
|        | Indépendant           | Raymond Lapierre               | 16   | 12,50 |

| Partis | Partis                | Candidats district 4 - Sainte-Luce | Vote | %     |
| ------ | --------------------- | ---------------------------------- | ---- | ----- |
|        | Équipe Francyne Gagné | Martial Matteau                    | 94   | 53,71 |
|        | Équipe Charles Audet  | Alain Brochu (Sortant)             | 81   | 46,29 |

| Partis | Partis                | Candidats district 5 - Saint-François | Vote | %     |
| ------ | --------------------- | ------------------------------------- | ---- | ----- |
|        | Équipe Francyne Gagné | Claude Jolicoeur                      | 137  | 59,05 |
|        | Équipe Charles Audet  | Jeanne Talbot                         | 95   | 40,95 |

| Partis | Partis                | Candidats district 6 - Champagnat | Vote | %     |
| ------ | --------------------- | --------------------------------- | ---- | ----- |
|        | Équipe Francyne Gagné | Jean-François Marois              | 84   | 56,00 |
|        | Indépendant           | Jacques Rousseau                  | 66   | 44,00 |

### East Broughton
Résultats
|             | Élection (2017)                                                                            | Dissolution (2021)                                                                       | Élection (2021)                                                                            |
| Maire       | Kaven Mathieu                                                                              | François Baril                                                                           | Jean-Benoit Létourneau                                                                     |
| Conseillers | Josée St-Pierre Anabel Vachon Pascal Lessard Patrick Bergeron Marco Bernard François Baril | Josée St-Pierre Anabel Vachon Pascal Lessard Alain Laflamme Marco Bernard Émilie Roberge | Jean-Paul Grondin Darrell Paré Julie Leblond Samantha Jalbert Paré André Roy Rénald Drouin |

| Candidats pour la mairie | Vote | %     |
| ------------------------ | ---- | ----- |
| Jean-Benoit Létourneau   | 694  | 64,20 |
| Kaven Mathieu            | 387  | 35,80 |

| Candidats district #1 | Vote | %     |
| --------------------- | ---- | ----- |
| Jean-Paul Grondin     | 167  | 71,98 |
| Luce Bergeron         | 65   | 28,02 |

| Candidats district #2 | Vote            | %               |
| --------------------- | --------------- | --------------- |
| Darrell Paré          | Sans opposition | Sans opposition |

| Candidats district #3 | Vote            | %               |
| --------------------- | --------------- | --------------- |
| Julie Leblond         | Sans opposition | Sans opposition |

| Candidats district #4    | Vote | %     |
| ------------------------ | ---- | ----- |
| Samantha Jalbert Paré    | 157  | 66,53 |
| Alain Laflamme (Sortant) | 79   | 33,47 |

| Candidats district #5   | Vote | %     |
| ----------------------- | ---- | ----- |
| André Roy               | 129  | 77,71 |
| Marco Bernard (Sortant) | 37   | 22,29 |

| Candidats district #6    | Vote | %     |
| ------------------------ | ---- | ----- |
| Rénald Drouin            | 63   | 42,57 |
| Michael Rodrigue         | 43   | 29,05 |
| Émile Roberge (Sortante) | 42   | 28,38 |

### Irlande
Résultats
|             | Élection (2017)                                                                                             | Dissolution (2021)                                                                       | Élection (2021)                                                                              |
| Maire       | Jean-François Hamel                                                                                         | Jean-François Hamel                                                                      | François-Pierre Nadeau                                                                       |
| Conseillers | Martin Turcotte Jenny Martineau Bruno Boutin François-Pierre Nadeau Caroline Nadeau Maggie Lamothe-Boudreau | Martin Turcotte Jenny Martineau Bruno Boutin François-Pierre Nadeau Vacant Aude Fournier | Jean-Marc Benoît René Leblanc Bruno Boutin Jean-François Hamel Ginette Barnabé Aude Fournier |

| Candidats pour la mairie                          | Vote            | %               |
| ------------------------------------------------- | --------------- | --------------- |
| François-Pierre Nadeau (Sortant d'un autre poste) | Sans opposition | Sans opposition |

| Candidats conseiller #1 | Vote            | %               |
| ----------------------- | --------------- | --------------- |
| Jean-Marc Benoît        | Sans opposition | Sans opposition |

| Candidats conseiller #2 | Vote            | %               |
| ----------------------- | --------------- | --------------- |
| René Leblanc            | Sans opposition | Sans opposition |

| Candidats conseiller #3 | Vote            | %               |
| ----------------------- | --------------- | --------------- |
| Bruno Boutin (Sortant)  | Sans opposition | Sans opposition |

| Candidats conseiller #4                        | Vote            | %               |
| ---------------------------------------------- | --------------- | --------------- |
| Jean-François Hamel (Sortant d'un autre poste) | Sans opposition | Sans opposition |

| Candidats conseiller #5 | Vote            | %               |
| ----------------------- | --------------- | --------------- |
| Ginette Barnabé         | Sans opposition | Sans opposition |

| Candidats conseiller #6  | Vote            | %               |
| ------------------------ | --------------- | --------------- |
| Aude Fournier (Sortante) | Sans opposition | Sans opposition |

### Kinnear's Mills
Résultats
|             | Élection (2017)                                                                             | Dissolution (2021)                                                                  | Élection (2021)                                                                        |
| Maire       | Paul Vachon                                                                                 | Paul Vachon                                                                         | Marquis Bédard                                                                         |
| Conseillers | Michelle Bernier Pageau Roger Gosselin Michel Breton Richard Dubois James Allan Carl Dubois | Robert Sanfaçon Roger Gosselin Michel Breton Richard Dubois James Allan Carl Dubois | Robert Sanfaçon Roger Gosselin Joanne Labranche Marisol Brochu James Allan Carl Dubois |

| Candidats pour la mairie | Vote            | %               |
| ------------------------ | --------------- | --------------- |
| Marquis Bédard           | Sans opposition | Sans opposition |

| Candidats conseiller #1    | Vote            | %               |
| -------------------------- | --------------- | --------------- |
| Robert Sansfaçon (Sortant) | Sans opposition | Sans opposition |

| Candidats conseiller #2  | Vote            | %               |
| ------------------------ | --------------- | --------------- |
| Roger Gosselin (Sortant) | Sans opposition | Sans opposition |

| Candidats conseiller #3 | Vote            | %               |
| ----------------------- | --------------- | --------------- |
| Joanne Labranche        | Sans opposition | Sans opposition |

| Candidats conseiller #4  | Vote | %     |
| ------------------------ | ---- | ----- |
| Marisol Brochu           | 183  | 65,59 |
| Richard Dubois (Sortant) | 96   | 34,41 |

| Candidats conseiller #5                  | Vote | %     |
| ---------------------------------------- | ---- | ----- |
| James Allan (Sortant)                    | 168  | 60,22 |
| Michel Breton (Sortant d'un autre poste) | 111  | 39,78 |

| Candidats conseiller #6 | Vote            | %               |
| ----------------------- | --------------- | --------------- |
| Carl Dubois (Sortant)   | Sans opposition | Sans opposition |

- Démission de Carl Dubois, conseiller #6, le 2 avril 2023[6].

- Entrée en fonction de Michelle Blais au poste de conseillère #6 lors de la séance du 1er mai 2023[7].

| Candidats conseiller #6 | Vote | %   |
| ----------------------- | ---- | --- |
| Michelle Blais          | n/d  | n/d |

### Sacré-Cœur-de-Jésus
Résultats
|             | Élection (2017)                                                                        | Dissolution (2021)                                                                 | Élection (2021)                                                                      |
| Maire       | Guy Roy                                                                                | Guy Roy                                                                            | Guy Roy                                                                              |
| Conseillers | André Giguère Jason Nadeau Francine Lefebvre Alain Faucher Valmond Lessard Daniel Paré | André Giguère Jason Nadeau François Paré Alain Faucher Valmond Lessard Daniel Paré | André Giguère Jason Nadeau François Paré Alain Faucher Valmond Lessard Stéphane Paré |

| Candidats pour la mairie | Vote            | %               |
| ------------------------ | --------------- | --------------- |
| Guy Roy (Sortant)        | Sans opposition | Sans opposition |

| Candidats conseiller #1 | Vote            | %               |
| ----------------------- | --------------- | --------------- |
| André Giguère (Sortant) | Sans opposition | Sans opposition |

| Candidats conseiller #2 | Vote            | %               |
| ----------------------- | --------------- | --------------- |
| Jason Nadeau (Sortant)  | Sans opposition | Sans opposition |

| Candidats conseiller #3  | Vote            | %               |
| ------------------------ | --------------- | --------------- |
| Francine Paré (Sortante) | Sans opposition | Sans opposition |

| Candidats conseiller #4 | Vote            | %               |
| ----------------------- | --------------- | --------------- |
| Alain Faucher (Sortant) | Sans opposition | Sans opposition |

| Candidats conseiller #5   | Vote            | %               |
| ------------------------- | --------------- | --------------- |
| Valmond Lessard (Sortant) | Sans opposition | Sans opposition |

| Candidats conseiller #6 | Vote            | %               |
| ----------------------- | --------------- | --------------- |
| Stéphane Paré           | Sans opposition | Sans opposition |

### Saint-Adrien-d'Irlande
Résultats
|             | Élection (2017)                                                                              | Dissolution (2021)                                                                | Élection (2021)                                                               |
| Maire       | Jessika Lacombe                                                                              | Jessika Lacombe                                                                   | Jessika Lacombe                                                               |
| Conseillers | Rock Côté Vanessa Daigle Solanges Thibault Turcotte Dannie Mercier Carl Croteau Claude Blais | Rock Côté André Mercier Mélissa Turgeon Patricia Dubois Carl Croteau Claude Blais | Rock Côté André Mercier Mélissa Turgeon Alex Vachon Carl Croteau Marina Lemay |

| Candidats pour la mairie   | Vote            | %               |
| -------------------------- | --------------- | --------------- |
| Jessika Lacombe (Sortante) | Sans opposition | Sans opposition |

| Candidats conseiller #1 | Vote            | %               |
| ----------------------- | --------------- | --------------- |
| Rock Côté (Sortant)     | Sans opposition | Sans opposition |

| Candidats conseiller #2 | Vote            | %               |
| ----------------------- | --------------- | --------------- |
| André Mercier (Sortant) | Sans opposition | Sans opposition |

| Candidats conseiller #3    | Vote            | %               |
| -------------------------- | --------------- | --------------- |
| Mélissa Turgeon (Sortante) | Sans opposition | Sans opposition |

| Candidats conseiller #4 | Vote            | %               |
| ----------------------- | --------------- | --------------- |
| Alex Vachon             | Sans opposition | Sans opposition |

| Candidats conseiller #5 | Vote            | %               |
| ----------------------- | --------------- | --------------- |
| Carl Croteau (Sortant)  | Sans opposition | Sans opposition |

| Candidats conseiller #6 | Vote            | %               |
| ----------------------- | --------------- | --------------- |
| Marina Lemay            | Sans opposition | Sans opposition |

### Saint-Fortunat
Résultats
|             | Élection (2017)                                                                           | Dissolution (2021)                                                                        | Élection (2021)                                                                           |
| Maire       | Denis Fortier                                                                             | Denis Fortier                                                                             | Denis Fortier                                                                             |
| Conseillers | Rosaire Dubé Lyne Girard François Boilard Véronique Bégin Michel Poirier Stéphanie Vallée | Rosaire Dubé Lyne Girard François Boilard Véronique Bégin Michel Poirier Stéphanie Vallée | Rosaire Dubé Lyne Girard François Boilard Véronique Bégin Michel Poirier Stéphanie Vallée |

| Candidats pour la mairie | Vote            | %               |
| ------------------------ | --------------- | --------------- |
| Denis Fortier (Sortant)  | Sans opposition | Sans opposition |

| Candidats conseiller #1 | Vote            | %               |
| ----------------------- | --------------- | --------------- |
| Rosaire Dubé (Sortant)  | Sans opposition | Sans opposition |

| Candidats conseiller #2 | Vote            | %               |
| ----------------------- | --------------- | --------------- |
| Lyne Girard (Sortante)  | Sans opposition | Sans opposition |

| Candidats conseiller #3    | Vote            | %               |
| -------------------------- | --------------- | --------------- |
| François Boilard (Sortant) | Sans opposition | Sans opposition |

| Candidats conseiller #4    | Vote            | %               |
| -------------------------- | --------------- | --------------- |
| Véronique Bégin (Sortante) | Sans opposition | Sans opposition |

| Candidats conseiller #5  | Vote            | %               |
| ------------------------ | --------------- | --------------- |
| Michel Poirier (Sortant) | Sans opposition | Sans opposition |

| Candidats conseiller #6     | Vote            | %               |
| --------------------------- | --------------- | --------------- |
| Stéphanie Vallée (Sortante) | Sans opposition | Sans opposition |

### Saint-Jacques-de-Leeds
Résultats
|             | Élection (2017)                                                                           | Dissolution (2021)                                                                 | Élection (2021)                                                                                    |
| Maire       | Philippe Chabot                                                                           | Philippe Chabot                                                                    | Andréa Gosselin                                                                                    |
| Conseillers | Alexandre Malette Jérôme Fillion Marc-André Routhier Richard Bédard René Breton Roger Cyr | Alexandre Malette Andréa Gosselin Marc-André Routhier Vacant René Breton Roger Cyr | Richard Lefrançois Valérie Gagnon Marc-André Routhier Sébastien Grondin René Breton Dominic Parent |

| Candidats pour la mairie                    | Vote            | %               |
| ------------------------------------------- | --------------- | --------------- |
| Andréa Gosselin (Sortante d'un autre poste) | Sans opposition | Sans opposition |

| Candidats conseiller #1 | Vote            | %               |
| ----------------------- | --------------- | --------------- |
| Richard Lefrançois      | Sans opposition | Sans opposition |

| Candidats conseiller #2 | Vote            | %               |
| ----------------------- | --------------- | --------------- |
| Valérie Gagnon          | Sans opposition | Sans opposition |

| Candidats conseiller #3       | Vote            | %               |
| ----------------------------- | --------------- | --------------- |
| Marc-André Routhier (Sortant) | Sans opposition | Sans opposition |

| Candidats conseiller #4 | Vote            | %               |
| ----------------------- | --------------- | --------------- |
| Sébastien Grondin       | Sans opposition | Sans opposition |

| Candidats conseiller #5 | Vote            | %               |
| ----------------------- | --------------- | --------------- |
| René Breton (Sortant)   | Sans opposition | Sans opposition |

| Candidats conseiller #6 | Vote            | %               |
| ----------------------- | --------------- | --------------- |
| Dominic Parent          | Sans opposition | Sans opposition |

### Saint-Jacques-le-Majeur-de-Wolfestown
Résultats
|             | Élection (2017)                                                                       | Dissolution (2021)                                                                    | Élection (2021)                                                                        |
| Maire       | Steven Laprise                                                                        | Steven Laprise                                                                        | Steven Laprise                                                                         |
| Conseillers | Dominique Daigle Jules Bédard Gérald Lemay Marc-André Grenier Michel Côté Josy Belzil | Dominique Daigle Jules Bédard Gérald Lemay Marc-André Grenier Michel Côté Josy Belzil | Jasmin Dubois Jules Bédard Maxime Moisan Marc-André Grenier Claude Laprise Josy Belzil |

| Candidats pour la mairie | Vote            | %               |
| ------------------------ | --------------- | --------------- |
| Steven Laprise (Sortant) | Sans opposition | Sans opposition |

| Candidats conseiller #1 | Vote            | %               |
| ----------------------- | --------------- | --------------- |
| Jasmin Dubois           | Sans opposition | Sans opposition |

| Candidats conseiller #2 | Vote            | %               |
| ----------------------- | --------------- | --------------- |
| Jules Bédard (Sortant)  | Sans opposition | Sans opposition |

| Candidats conseiller #3 | Vote            | %               |
| ----------------------- | --------------- | --------------- |
| Maxime Moisan           | Sans opposition | Sans opposition |

| Candidats conseiller #4      | Vote            | %               |
| ---------------------------- | --------------- | --------------- |
| Marc-André Grenier (Sortant) | Sans opposition | Sans opposition |

| Candidats conseiller #5 | Vote            | %               |
| ----------------------- | --------------- | --------------- |
| Claude Laprise          | Sans opposition | Sans opposition |

| Candidats conseiller #6 | Vote            | %               |
| ----------------------- | --------------- | --------------- |
| Josy Belzil (Sortante)  | Sans opposition | Sans opposition |

- Départ de Maxime Moisan, conseiller #3, au début 2023.

- Élection de Susan Veroff au poste de conseillère #3 le 19 juin 2022[8].

| Candidats conseiller #3 | Vote | %   |
| ----------------------- | ---- | --- |
| Susan Veroff            | n/d  | n/d |

### Saint-Jean-de-Brébeuf
Résultats
|             | Élection (2017)                                                                           | Dissolution (2021)                                                                        | Élection (2021)                                                                         |
| Maire       | Ghislain Hamel                                                                            | Ghislain Hamel                                                                            | Richard Labbé                                                                           |
| Conseillers | Ghislain Champagne Gervais Côté Jean Pronovost Brent Maxwell Raymond Dempsey Hélène Cimon | Ghislain Champagne Gervais Côté Jean Pronovost Brent Maxwell Raymond Dempsey Hélène Cimon | Ghislain Champagne Gisèle Carrier Jean Pronovost Brent Maxwell Pascal Côté Hélène Cimon |

| Candidats pour la mairie | Vote            | %               |
| ------------------------ | --------------- | --------------- |
| Richard Labbé            | Sans opposition | Sans opposition |

| Candidats conseiller #1      | Vote            | %               |
| ---------------------------- | --------------- | --------------- |
| Ghislain Champagne (Sortant) | Sans opposition | Sans opposition |

| Candidats conseiller #2 | Vote            | %               |
| ----------------------- | --------------- | --------------- |
| Gisèle Carrier          | Sans opposition | Sans opposition |

| Candidats conseiller #3  | Vote            | %               |
| ------------------------ | --------------- | --------------- |
| Jean Pronovost (Sortant) | Sans opposition | Sans opposition |

| Candidats conseiller #4 | Vote            | %               |
| ----------------------- | --------------- | --------------- |
| Brent Maxwell (Sortant) | Sans opposition | Sans opposition |

| Candidats conseiller #5 | Vote            | %               |
| ----------------------- | --------------- | --------------- |
| Pascal Côté             | Sans opposition | Sans opposition |

| Candidats conseiller #6 | Vote            | %               |
| ----------------------- | --------------- | --------------- |
| Hélène Cimon (Sortante) | Sans opposition | Sans opposition |

- Démission de Jean Pronovost, conseiller #3, le 24 avril 2022[9].

- Entrée au conseil de Manon Thivierge au poste de conseillère #3 dès la séance du 4 juillet 2022[10].

| Candidats conseiller #3 | Vote            | %               |
| ----------------------- | --------------- | --------------- |
| Manon Thivierge         | Sans opposition | Sans opposition |

### Saint-Joseph-de-Coleraine
Résultats
|             | Élection (2017)                                                                    | Dissolution (2021)                                                                 | Élection (2021)                                                                     |
| Maire       | Gaston Nadeau                                                                      | Gaston Nadeau                                                                      | Gaston Nadeau                                                                       |
| Conseillers | Normand Baker René Bégin André Cloutier Cynthia Leblanc Sabrina Caron Steve Tardif | Normand Baker René Bégin André Cloutier Cynthia Leblanc Sabrina Caron Steve Tardif | Laincy Fecteau André Angers Melisa Richard Mario Nolet Sabrina Caron André Cloutier |

| Taux de participation :                | Taux de participation :                | Taux de participation :                | Taux de participation :                | Taux de participation :                | 50,8 % |
| Nombre de votes valides :              | Nombre de votes valides :              | Nombre de votes valides :              | Nombre de votes valides :              | Nombre de votes valides :              | 820    |
| Nombre de votes rejetées à la mairie : | Nombre de votes rejetées à la mairie : | Nombre de votes rejetées à la mairie : | Nombre de votes rejetées à la mairie : | Nombre de votes rejetées à la mairie : | 9      |
| Nombre d'électeurs inscrits :          | Nombre d'électeurs inscrits :          | Nombre d'électeurs inscrits :          | Nombre d'électeurs inscrits :          | Nombre d'électeurs inscrits :          | 1 633  |

| Candidats pour la mairie | Vote | %     |
| ------------------------ | ---- | ----- |
| Gaston Nadeau (Sortant)  | 441  | 53,78 |
| Linda Cloutier           | 201  | 24,51 |
| Josette Vaillancourt     | 178  | 21,71 |

| Candidats conseiller #1 | Vote            | %               |
| ----------------------- | --------------- | --------------- |
| Laincy Fecteau          | Sans opposition | Sans opposition |

| Candidats conseiller #2 | Vote            | %               |
| ----------------------- | --------------- | --------------- |
| André Angers            | Sans opposition | Sans opposition |

| Candidats conseiller #3 | Vote            | %               |
| ----------------------- | --------------- | --------------- |
| Melisa Richard          | Sans opposition | Sans opposition |

| Candidats conseiller #4 | Vote            | %               |
| ----------------------- | --------------- | --------------- |
| Mario Nolet             | Sans opposition | Sans opposition |

| Candidats conseiller #5 | Vote | %     |
| ----------------------- | ---- | ----- |
| Sabrina Caron (Sortant) | 508  | 63,58 |
| Claude Bilodeau         | 291  | 36,42 |

| Candidats conseiller #6                   | Vote | %     |
| ----------------------------------------- | ---- | ----- |
| André Cloutier (Sortant d'un autre poste) | 416  | 51,17 |
| Steve Tardif (Sortant)                    | 397  | 48,83 |

- Démission de Mario Nolet, conseiller #4, le 11 juillet 2022[11].

- Entrée au conseil de Nathalie Vachon au poste de conseillère #4 lors de la séance du 6 mars 2023[12].

| Candidats conseiller #4 | Vote | %   |
| ----------------------- | ---- | --- |
| Nathalie Vachon         | n/d  | n/d |

- Démission de Mélisa Richard, conseillère #3, le 16 mai 2023[13].

- Entrée au conseil de Cynthia Leblanc au poste de conseillère #3 lors de la séance du 2 octobre 2023[14].

| Candidats conseiller #3 | Vote | %   |
| ----------------------- | ---- | --- |
| Cynthia Leblanc         | n/d  | n/d |

### Saint-Julien
Résultats
|             | Élection (2017)                                                                                 | Dissolution (2021)                                                                              | Élection (2021)                                                                         |
| Maire       | Jacques Laprise                                                                                 | Jacques Laprise                                                                                 | Jacques Laprise                                                                         |
| Conseillers | David Gouin Daniel Beaudoin Jean-Baptiste Gouin René St-Louis Jérôme Dubé-Vallée Marianne Baril | David Gouin Daniel Beaudoin Jean-Baptiste Gouin René St-Louis Jérôme Dubé-Vallée Marianne Baril | David Gouin Daniel Beaudoin Francis Legoux René St-Louis Patrick Moisan Sébastien Lemay |

| Candidats pour la mairie  | Vote            | %               |
| ------------------------- | --------------- | --------------- |
| Jacques Laprise (Sortant) | Sans opposition | Sans opposition |

| Candidats conseiller #1 | Vote            | %               |
| ----------------------- | --------------- | --------------- |
| David Gouin (Sortant)   | Sans opposition | Sans opposition |

| Candidats conseiller #2   | Vote            | %               |
| ------------------------- | --------------- | --------------- |
| Daniel Beaudoin (Sortant) | Sans opposition | Sans opposition |

| Candidats conseiller #3 | Vote            | %               |
| ----------------------- | --------------- | --------------- |
| Francis Lehoux          | Sans opposition | Sans opposition |

| Candidats conseiller #4                       | Vote | %     |
| --------------------------------------------- | ---- | ----- |
| René St-Louis (Sortant)                       | 153  | 69,55 |
| Jérôme Dubé-Vallée (Sortant d'un autre poste) | 67   | 30,45 |

| Candidats conseiller #5 | Vote            | %               |
| ----------------------- | --------------- | --------------- |
| Patrick Moisan          | Sans opposition | Sans opposition |

| Candidats conseiller #6 | Vote | %     |
| ----------------------- | ---- | ----- |
| Sébastien Lemay         | 123  | 56,42 |
| Jacques Longtin         | 95   | 43,58 |

- Démission de Patrick Moisan, conseiller #5, annoncée lors de la séance du 2 mai 2022[15].

- Élection de Réjean Gouin au poste de conseiller #5 le 19 juin 2022[16].

| Candidats conseiller #5 | Vote      | %     |
| ----------------------- | --------- | ----- |
| Réjean Gouin            | 123       | 67,58 |
| Jacques Longtin         | 59        | 32,42 |
| Bulletins rejetés       | 0         |       |
| Taux de participation   | 182 / 338 | 53,85 |

### Saint-Pierre-de-Broughton
Résultats
|             | Élection (2017)                                                                                        | Dissolution (2021)                                                                                      | Élection (2021)                                                                                          |
| Maire       | France Laroche                                                                                         | Francine Drouin                                                                                         | Francine Drouin                                                                                          |
| Conseillers | Francine Drouin Chantale Thivierge Alexandre Dubuc-Ringuette Danny Paré Francine Fillion Dave Lachance | Guillaume Giroux Chantale Thivierge Alexandre Dubuc-Ringuette Patricia René Michel Champagne Louis Tapp | Guillaume Giroux Chantale Thivierge Alexandre Dubuc-Ringuette Patricia René Sylvain Garant Émilie Legras |

| Candidats pour la mairie   | Vote            | %               |
| -------------------------- | --------------- | --------------- |
| Francine Drouin (Sortante) | Sans opposition | Sans opposition |

| Candidats conseiller #1    | Vote            | %               |
| -------------------------- | --------------- | --------------- |
| Guillaume Giroux (Sortant) | Sans opposition | Sans opposition |

| Candidats conseiller #2       | Vote            | %               |
| ----------------------------- | --------------- | --------------- |
| Chantale Thivierge (Sortante) | Sans opposition | Sans opposition |

| Candidats conseiller #3             | Vote | %     |
| ----------------------------------- | ---- | ----- |
| Alexandre Dubuc-Ringuette (Sortant) | 256  | 78,29 |
| Isabelle Paquet                     | 71   | 21,71 |

| Candidats conseiller #4  | Vote | %     |
| ------------------------ | ---- | ----- |
| Patricia René (Sortante) | 204  | 61,26 |
| Alain Gosselin           | 129  | 38,74 |

| Candidats conseiller #5 | Vote            | %               |
| ----------------------- | --------------- | --------------- |
| Sylvain Garant          | Sans opposition | Sans opposition |

| Candidats conseiller #6 | Vote            | %               |
| ----------------------- | --------------- | --------------- |
| Émilie Legras           | Sans opposition | Sans opposition |

- Démission de Chantale Thivierge, conseillère #2, annoncée lors de la séance du 5 septembre 2023[17].

- Élection de Richard Bisson au poste de conseiller #2 le 3 décembre 2023[18].

| Candidats conseiller #2 | Vote      | %     |
| ----------------------- | --------- | ----- |
| Richard Bisson          | 218       | 82,58 |
| Isabelle Gagné          | 46        | 17,42 |
| Bulletins rejetés       | 0         |       |
| Taux de participation   | 264 / 780 | 33,85 |

### Sainte-Clotilde-de-Beauce
Résultats
|             | Élection (2017)                                                                          | Dissolution (2021)                                                                            | Élection (2021)                                                                               |
| Maire       | Gérald Grenier                                                                           | Gérald Grenier                                                                                | Gérald Grenier                                                                                |
| Conseillers | Michel Gagné David Trépanier Marco Grenier Marco Lachance Jesen Pomerleau Robin Rodrigue | Sébastien Lamarre David Trépanier Marco Grenier Marco Lachance Jesen Pomerleau Robin Rodrigue | Sébastien Lamarre David Trépanier Marco Grenier Marco Lachance Jesen Pomerleau Robin Rodrigue |

| Candidats pour la mairie | Vote            | %               |
| ------------------------ | --------------- | --------------- |
| Gérald Grenier (Sortant) | Sans opposition | Sans opposition |

| Candidats conseiller #1     | Vote            | %               |
| --------------------------- | --------------- | --------------- |
| Sébastien Lamarre (Sortant) | Sans opposition | Sans opposition |

| Candidats conseiller #2   | Vote            | %               |
| ------------------------- | --------------- | --------------- |
| David Trépanier (Sortant) | Sans opposition | Sans opposition |

| Candidats conseiller #3 | Vote            | %               |
| ----------------------- | --------------- | --------------- |
| Marco Grenier (Sortant) | Sans opposition | Sans opposition |

| Candidats conseiller #4  | Vote            | %               |
| ------------------------ | --------------- | --------------- |
| Marco Lachance (Sortant) | Sans opposition | Sans opposition |

| Candidats conseiller #5   | Vote            | %               |
| ------------------------- | --------------- | --------------- |
| Jesen Pomerleau (Sortant) | Sans opposition | Sans opposition |

| Candidats conseiller #6  | Vote            | %               |
| ------------------------ | --------------- | --------------- |
| Robin Rodrigue (Sortant) | Sans opposition | Sans opposition |

### Sainte-Praxède
Résultats
|             | Élection (2017)                                                                                 | Dissolution (2021)                                                                            | Élection (2021)                                                                                 |
| Maire       | Daniel Talbot                                                                                   | Daniel Talbot                                                                                 | Jean-François Roy                                                                               |
| Conseillers | Jean-François Roy Paul Audet Jacqueline Demers Martin Bussières Gilles Deshaies Gaétan Lapointe | Jean-François Roy Paul Audet Jacqueline Demers Martin Bussières Marc Bouliane Gaétan Lapointe | Véronique Jacques Paul Audet Jacqueline Demers Martin Bussières Samantha Talbot Gaétan Lapointe |

| Taux de participation :                | Taux de participation :                | Taux de participation :                | Taux de participation :                | Taux de participation :                | 55,1 % |
| Nombre de votes valides :              | Nombre de votes valides :              | Nombre de votes valides :              | Nombre de votes valides :              | Nombre de votes valides :              | 212    |
| Nombre de votes rejetées à la mairie : | Nombre de votes rejetées à la mairie : | Nombre de votes rejetées à la mairie : | Nombre de votes rejetées à la mairie : | Nombre de votes rejetées à la mairie : | 3      |
| Nombre d'électeurs inscrits :          | Nombre d'électeurs inscrits :          | Nombre d'électeurs inscrits :          | Nombre d'électeurs inscrits :          | Nombre d'électeurs inscrits :          | 390    |

| Candidats pour la mairie                     | Vote | %     |
| -------------------------------------------- | ---- | ----- |
| Jean-François Roy (Sortant d'un autre poste) | 144  | 67,92 |
| Philippe Beaudoin                            | 68   | 32,08 |

| Candidats conseiller #1 | Vote            | %               |
| ----------------------- | --------------- | --------------- |
| Véronique Jacques       | Sans opposition | Sans opposition |

| Candidats conseiller #2 | Vote            | %               |
| ----------------------- | --------------- | --------------- |
| Paul Audet (Sortant)    | Sans opposition | Sans opposition |

| Candidats conseiller #3      | Vote            | %               |
| ---------------------------- | --------------- | --------------- |
| Jacqueline Demers (Sortante) | Sans opposition | Sans opposition |

| Candidats conseiller #4    | Vote            | %               |
| -------------------------- | --------------- | --------------- |
| Martin Bussières (Sortant) | Sans opposition | Sans opposition |

| Candidats conseiller #5 | Vote            | %               |
| ----------------------- | --------------- | --------------- |
| Samantha Talbot         | Sans opposition | Sans opposition |

| Candidats conseiller #6   | Vote            | %               |
| ------------------------- | --------------- | --------------- |
| Gaétan Lapointe (Sortant) | Sans opposition | Sans opposition |

### Thetford Mines
Résultats
|             | Élection (2017) | Dissolution (2021) | Élection (2021) |
| Maire       | Marc-Alexandre Brousseau                                                                                                  | Marc-Alexandre Brousseau                                                                                                  | Marc-Alexandre Brousseau |
| Conseillers | Josée Perreault Michel Verreault Adam Patry Yvan Corriveau Jean-François Delisle Hélène Martin Yves Bergeron Lise Delisle | Josée Perreault Michel Verreault Adam Patry Yvan Corriveau Jean-François Delisle Hélène Martin Yves Bergeron Lise Delisle | Josée Perreault Michel Verreault Adam Patry Yvan Corriveau Émilie Rémillard Luc Champagne Jean Yves Angers Anthony Bilodeau |

| Taux de participation :                | Taux de participation :                | Taux de participation :                | Taux de participation :                | Taux de participation :                | 40,5 % |
| Nombre de votes valides :              | Nombre de votes valides :              | Nombre de votes valides :              | Nombre de votes valides :              | Nombre de votes valides :              | 8 389  |
| Nombre de votes rejetées à la mairie : | Nombre de votes rejetées à la mairie : | Nombre de votes rejetées à la mairie : | Nombre de votes rejetées à la mairie : | Nombre de votes rejetées à la mairie : | 76     |
| Nombre d'électeurs inscrits :          | Nombre d'électeurs inscrits :          | Nombre d'électeurs inscrits :          | Nombre d'électeurs inscrits :          | Nombre d'électeurs inscrits :          | 20 891 |

| Candidats pour la mairie           | Vote  | %     |
| ---------------------------------- | ----- | ----- |
| Marc-Alexandre Brousseau (Sortant) | 6 527 | 77,80 |
| Jean Poulin                        | 930   | 11,09 |
| François Madore                    | 858   | 10,23 |
| Christian Mailhot                  | 74    | 0,88  |

| Candidats district #1     | Vote            | %               |
| ------------------------- | --------------- | --------------- |
| Josée Perreault (Sortant) | Sans opposition | Sans opposition |

| Candidats district #2      | Vote            | %               |
| -------------------------- | --------------- | --------------- |
| Michel Verreault (Sortant) | Sans opposition | Sans opposition |

| Candidats district #3 | Vote            | %               |
| --------------------- | --------------- | --------------- |
| Adam Patry (Sortant)  | Sans opposition | Sans opposition |

| Candidats district #4    | Vote            | %               |
| ------------------------ | --------------- | --------------- |
| Yvan Corriveau (Sortant) | Sans opposition | Sans opposition |

| Candidats district #5 | Vote            | %               |
| --------------------- | --------------- | --------------- |
| Émilie Rémillard      | Sans opposition | Sans opposition |

| Candidats district #6 | Vote | %     |
| --------------------- | ---- | ----- |
| Luc Champagne         | 489  | 51,53 |
| David Poulin          | 460  | 48,47 |

| Candidats district #7 | Vote            | %               |
| --------------------- | --------------- | --------------- |
| Jean Yves Angers      | Sans opposition | Sans opposition |

| Candidats district #8   | Vote | %     |
| ----------------------- | ---- | ----- |
| Anthony Bolideau        | 685  | 53,39 |
| Lise Delisle (Sortante) | 598  | 46,61 |